# Prince Johnson
Prince Yormie Johnson (Nimba, 6 de julho de 1952 – 28 de novembro de 2024) foi um político liberiano que serviu como senador pelo condado de Nimba. Anteriormente foi líder rebelde, que desempenhou um papel importante na Primeira Guerra Civil da Libéria, em particular capturando, torturando, mutilando e executando o presidente Samuel Doe, que havia derrotado e assassinado o presidente anterior William R. Tolbert Jr.
Em conflito com Charles Taylor, Prince Johnson fugiu da Libéria em 1992 e refugiou-se em Lagos, Nigéria. Durante os seus 13 anos de exílio, tornou-se um pregador evangélico, o que lhe proporcionou um rendimento confortável. Ele define-se como um "born again christian".
No seu regresso à Libéria em 2005, voltou a participar na política, mostrando uma relação estreita com o Partido da Unidade (centro-direita) liderado por Ellen Johnson Sirleaf. 
Foi eleito senador em 2005, sendo reeleito para esse posto em 2014 e 2023. Permaneceu no cargo até sua morte em 28 de novembro de 2024.